# أليكس جنسن
أليكس جنسن (بالإنجليزية: Alex Jensen)‏ مواليد 16 مايو 1976، هو مدرب كرة سلة أمريكي ولاعب سابق. بدأ مسيرته الاحترافية في سنة 2000. يدرب يوتا جاز في الرابطة الوطنية لكرة السلة. يبلغ طوله 6 قدم 7 بوصة (2.0 م). اعتزل اللعب في 2007.

## المسيرة الاحترافية
لعب مع نادي داروشافاكا لكرة السلة من سنة 2000 إلى 2002، ثم لعب مع نادي سانت جوسيب لكرة السلة في الدوري الإسباني في سنة 2002، ثم لعب مع تورك تيليكوم في الدوري التركي في موسم 2005–2006.

## روابط خارجية
- أليكس جنسن على موقع كرة السلة الأوروبية.كوم (الإنجليزية)
- أليكس جنسن على موقع كلية كرة السلة في سبورتس رفرنس.كوم (الإنجليزية)
- أليكس جنسن على موقع ريلجم (الإنجليزية)
- أليكس جنسن على موقع بروبوليرز (الإنجليزية)
- أليكس جنسن على موقع سبورتس رفرنس (الإنجليزية)